# 軟體動物科學檔案庫
《軟體動物科學檔案庫》（德語：Archiv für Molluskenkunde）是一個以同行評審的科学期刊，由森根堡自然研究學會出版，是一本專注於軟體動物學研究的期刊。雖然期刊的名稱是德語，但其實所有刊登的文章都以英語撰寫。

## 覆蓋範圍
本期刊出版所有與軟體動物的生物多樣性所有方面的原創研究，特別是關於生物分类学、系統分類學、系統發生學和形態學的研究，與全新世（即現代）的現生種及新生代化石種的所有軟體動物群組相關的生态学和生物地理学研究亦會接受。

## 歷史
本期刊最初出版時的名稱叫作《德國貝類動物學學會通訊》（Nachrichtsblatt der Deutschen Malakozoologischen Gesellschaft），首刊於1868年。所以本期刊事實是直至現在仍在發行的最古老貝類學期刊。1921年期刊名稱改為現在的名稱，但卷數仍然接續舊名的卷數。1930年代納綷德國掌權時，期刊的擁有權轉移至森根堡自然研究學會，藉以逃避來自政府方面的干預。現時森根堡自然研究學會除了資助期刊的刊行，同時其博物館的策展人亦在本刊擔任編輯。

## 外部連結
- 官方网站
- 森格堡自然研究學會的期刊頁面
- 生物多樣性遺產圖書館收藏的本刊早期出版 （页面存档备份，存于）